# Anthony Gordon
Anthony Michael Gordon (Liverpool, 24 de fevereiro de 2001) é um futebolista inglês que atua como ponta-esquerda. Atualmente joga pelo Newcastle.

## Vida pessoal
Gordon nasceu em Liverpool, Merseyside. Ele é descendente de irlandeses e escoceses.

## Carreira

### Everton
Gordon ingressou no Everton aos 11 anos  após sua saída do Liverpool. Em 6 de dezembro de 2017, Gordon foi nomeado para o time titular do Everton para a partida da Liga Europa contra o Apollon Limassol. Um dia depois, ele fez sua estreia no time principal no jogo, entrando como substituto aos 88 minutos em uma vitória por 3-0.
Gordon fez sua estreia na Premier League como substituto de Bernard no empate de 1 a 1 com o West Ham em janeiro de 2020. Ele estreou na Premier League em junho de 2020, com um empate de 0 a 0 com o Liverpool.
Em 1 de setembro de 2020, Gordon assinou um novo contrato de cinco anos com o Everton. 

#### Preston North End(emp.)
Em 1 de fevereiro de 2021, Gordon ingressou no Preston North End por empréstimo até o final da temporada 2020-21. Cinco dias depois, ele fez sua estreia pelo Preston, sendo incluído no time titular para uma derrota por 2 a 1 no campeonato em casa para o Rotherham United.

### Newcastle United
Gordon assinou com o Newcastle, em 29 de janeiro de 2023, em um contrato de longo prazo por uma taxa de transferência relatada pela BBC Sport em £ 40 milhões de libras esterlinas, potencialmente aumentando para £ 45 milhões de libras esterlinas. Ele fez sua estreia em 4 de fevereiro como substituto aos 69 minutos em um empate de 1 a 1 em casa para o West Ham.  Em 10 de março de 2023, ele disse que ficou desapontado com a maneira brusca como Everton anunciou sua saída, visto que "fui uma parte importante para manter o clube" na temporada anterior.

## Carreira internacional
Tendo representado seu país nos níveis Sub-18 e Sub-19, Gordon fez sua estreia pela Inglaterra sub-20 durante uma vitória por 2 a 0 sobre o País de Gales em St George's Park em 13 de outubro de 2020.
Em 5 de novembro de 2021, Gordon recebeu sua primeira convocação para os sub-21 da Inglaterra e marcou duas vezes em sua estreia, uma vitória por 3–1 sobre a República Tcheca em Turf Moor na qualificação para o Campeonato Europeu de Futebol Sub-21 de 2023 em 11 de novembro de 2021.
Em 14 de junho de 2023, Gordon foi incluído na seleção da Inglaterra para o Euro Sub-21 de 2023.

## Títulos
Inglaterra Sub-21
- Campeonato Europeu Sub-21: 2023[19]

Individual
- CEE Cup Jogador do Torneio: 2017[20]
- Campeonato Europeu de Futebol Sub-21 Jogador do Torneio: 2023[21]

## Estatísticas
- Atualizado até 28 de maio de 2023

| Clube                    | Temporada         | Liga              | Liga  | Liga | FA Cup | FA Cup | EFL Cup | EFL Cup | Outros | Outros | Total | Total |
| Clube                    | Temporada         | Divisão           | Jogos | Gols | Jogos  | Gols   | Jogos   | Gols    | Jogos  | Gols   | Jogos | Gols  |
| ------------------------ | ----------------- | ----------------- | ----- | ---- | ------ | ------ | ------- | ------- | ------ | ------ | ----- | ----- |
| Everton                  | 2017–18           | Premier League    | 0     | 0    | 0      | 0      | 0       | 0       | 1      | 0      | 1     | 0     |
| Everton                  | 2018–19           | Premier League    | 0     | 0    | 0      | 0      | 0       | 0       | —      | —      | 0     | 0     |
| Everton                  | 2019–20           | Premier League    | 11    | 0    | 0      | 0      | 1       | 0       | —      | —      | 12    | 0     |
| Everton                  | 2020–21           | Premier League    | 3     | 0    | 2      | 0      | 2       | 0       | —      | —      | 7     | 0     |
| Everton                  | 2021–22           | Premier League    | 35    | 4    | 4      | 0      | 1       | 0       | —      | —      | 40    | 4     |
| Everton                  | 2022–23           | Premier League    | 16    | 3    | 1      | 0      | 1       | 0       | —      | —      | 18    | 3     |
| Everton                  | Total             | Total             | 65    | 7    | 7      | 0      | 5       | 0       | 1      | 0      | 78    | 7     |
| Everton U21              | 2018–19           | —                 | —     | —    | —      | —      | —       | —       | 1      | 0      | 1     | 0     |
| Everton U21              | 2019–20           | —                 | —     | —    | —      | —      | —       | —       | 3      | 1      | 3     | 1     |
| Everton U21              | Total             | Total             | —     | —    | —      | —      | —       | —       | 4      | 1      | 4     | 1     |
| Preston North End (emp.) | 2020–21           | Championship      | 11    | 0    | —      | —      | —       | —       | —      | —      | 11    | 0     |
| Newcastle                | 2022–23           | Premier League    | 16    | 1    | —      | —      | —       | —       | —      | —      | 16    | 1     |
| total na carreira        | total na carreira | total na carreira | 92    | 8    | 7      | 0      | 5       | 0       | 5      | 1      | 109   | 9     |

1. ↑  Jogos na Liga Europa da UEFA
2. 1 2  Jogos na EFL Trophy